# Juan Antonio Frago Gracia
Juan Antonio Frago Gracia (n. Magallón, Zaragoza, 12 de junio de 1940) es filólogo español, Catedrático Emérito de Historia de la Lengua Española de la Universidad de Zaragoza. ha sido señalado como «un estudioso de la dialectología y de la historia de la lengua española». Es autor de numerosos libros y de más de doscientos cincuenta artículos publicados en revistas nacionales y extranjeras sobre el castellano antiguo y clásico, el aragonés, el judeoespañol, así como sobre la historia del andaluz, del canario y del español americano.

## Biografía
Tras licenciarse en Filología Románica en la Universidad de Zaragoza en 1972, con la calificación de sobresaliente cum laude (Premio del XIV Concurso de Tesis de Licenciatura sobre Temas Aragoneses, de la Institución Fernando el Católico, Excma. Diputación de Zaragoza), defendió su tesis doctoral en 1974, calificada con sobresaliente cum laude, y desde el curso 1974-1975 fue profesor adjunto interino, encargado de clases teóricas y prácticas.
En febrero de 1978 ganó por oposición la plaza de Adjunto de Gramática Histórica de la Lengua Española en la Universidad de Zaragoza. Obtuvo la plaza de Catedrático de Historia de la Lengua Española en la Universidad de Sevilla, de cuyo Departamento de Lengua Española, Lingüística y Teoría de la Literatura fue director (1985-1989); asimismo dirigió los Cursos de Otoño para Extranjeros del Campus hispalense en 1989 y 1990.
En octubre de 1990, de nuevo por concurso-oposición, ganó la cátedra de Historia de la Lengua Española de la Universidad de Zaragoza, que desempeñó hasta el 2010. Ya en su Campus originario, fue nombrado Director del Servicio de Difusión de Lengua y Cultura Españolas para Extranjeros de la Universidad de Zaragoza (del 9 de febrero de 1993 al 11 de febrero de 1997) y Director de los Cursos Internacionales de la Universidad de Zaragoza, en Jaca (del 9 de febrero de 1993 al 11 de febrero de 1997). En este periodo a dichos cursos les fue concedida la Medalla al Mérito Cultural del Gobierno de Aragón (23 de abril de 1995). En el año 2010 fue nombrado Catedrático Emérito.
Creó la asignatura de El español de América en la Universidad de Zaragoza (1978) y después en la de Sevilla (1986), las primeras universidades en que se impartió en España esta disciplina, hasta entonces mero apartado dialectológico sin apoyo en documentación original. Asimismo fue el primer filólogo en acudir a archivos para el uso lingüístico de sus fondos, el General de Indias de Sevilla, los de Protocolos Notariales hispalense, de Cádiz y de Las Palmas de Gran Canaria, los municipales de Málaga y de La Laguna (Tenerife) y el de la Real Chancillería de Valladolid.
Iniciada su dedicación al trabajo de investigación en el curso inmediatamente siguiente al de su licenciatura (1972-1973), la Agencia Nacional de Evaluación le reconoció seis sexenios, todos los posibles desde aquel octubre de 1972 hasta el 2010. El 2 de julio de 1990 la Junta de Andalucía le concedió el Premio Internacional de Investigación «Andalucía y América», y el fruto de su tarea como investigador se plasmó en más de doscientas cincuenta publicaciones nacionales y extranjeras, además de varios libros sobre el castellano antiguo y clásico, el aragonés, el judeoespañol, así como sobre la historia del andaluz, del canario y del español americano.
Durante su pertenencia a la Universidad de Zaragoza fue investigador principal de siete proyectos I+D+I, concedido uno por la Diputación General de Aragón y seis por el Ministerio de Economía y Competitividad.
Evaluador de la Agencia Nacional de Evaluación y Prospectiva del Ministerio de Ciencia y Tecnología, de la Agencia de Evaluación para la Calidad del Sistema Universitario de Castilla y León, de cuya Comisión de Humanidades ha sido presidente, y de la Agencia de Evaluación para la Calidad del Sistema Universitario de Galicia. También fue nombrado experto del Comité de Asesores de la Comisión Nacional de la Actividad Investigadora (CNEAI): Filosofía, Filología y Lingüística, Ministerio de Educación para el reconocimiento de productividad (sexenios de investigación). Es asimismo asesor científico de las revistas Anuario de Lingüística Hispánica (Valladolid), Estudios de la UNED, “Diálogo de la lengua” (Universidad Complutense de Madrid), Lingua Americana (Universidad de Maracaibo), Boletín de Filología (Universidad de Chile), y Boletín de la Real Academia Española. Es Miembro de Número del Instituto de Estudios Canarios, Académico Numerario de la Real Academia de Nobles y Bellas Artes de San Luis, Académico Correspondiente por Aragón de la Real Academia Española, y Académico Correspondiente por España de la Academia Chilena de la Lengua.

## Obras
- Toponimia del Campo de Borja, Zaragoza, Institución «Fernando el Católico», 1980.
- «Literatura navarroaragonesa» en Historia de las literaturas hispánicas no castellanas (Coord. J. M. Díez Borque), Madrid, Taurus, 1980, págs. 221-276.
- Un autor aragonés para los "Veintiún libros de los ingenios y de las máquinas", Zaragoza, Diputación General de Aragón, 1988. Coautor: José Antonio García - Diego.
- Vidal Mayor. Estudios, edita Excma. Diputación Provincial de Huesca y el Instituto de Estudios Altoaragoneses, Madrid, Closas Orcoyen,1989: «El marco filológico del Vidal Mayor», págs. 85-112 (Coautores: A. Ubieto Arteta, J. Delgado Echeverría y Mª Carmen Lacarra Ducay).
- Historia de las hablas andaluzas, Madrid, Arco Libros, 1993.
- El andaluz y el español de América: Historia de un parentesco lingüístico, Sevilla, Consejería de Cultura y Medio Ambiente, Junta de Andalucía, 1994.
- Reconquista y creación de las modalidades regionales del español, Burgos, Caja de Burgos, 1994.
- Goya en su autorretrato lingüístico, Zaragoza, Real Academia de Nobles y Bellas Artes de San Luis, 1996.
- Historia del español de América. Textos y contextos, Madrid, Editorial Gredos, 1999.
- Textos y normas. Comentarios lingüísticos, Madrid, Editorial Gredos, 2002.
- El Quijote apócrifo y Pasamonte, Editorial Gredos, Madrid, 2005.
- El español de América en la Independencia, Santiago de Chile, Taurus, 2010.
- Don Quijote. Lengua y sociedad, Madrid, Arco Libros, 2015.

## Distinciones
Premio del XIV Concurso de Tesis de Licenciatura "García Arista" sobre Temas Aragoneses, de la Institución Fernando el Católico -Excma. Diputación de Zaragoza-.1973.
Dedicada una calle en Magallón (Zaragoza).1998.
Premio Internacional de Investigación «Andalucía y América», Consejería de Cultura y Medio Ambiente de la Junta de Andalucía.1990.
Premio “Pescadores de palabras” de la Asociación de Profesores brasileños de español como lengua extranjera, en Fortaleza (Brasil). 2001.
Doctor honoris causa de la Universidad de Chile. 2011.